# Jake's Progress
Albums de Elvis Costello with Richard Harvey
Deep Dead Blue
(1995) All This Useless Beauty
(1996)
Jake's Progress (1995) est une bande originale d'Elvis Costello et Richard Harvey.

## Liste des pistes
| No  | Titre                            | Auteur                         | Durée |
| --- | -------------------------------- | ------------------------------ | ----- |
| 1.  | Jake's Progress Opening Sequence | Elvis Costello, Richard Harvey | 4:12  |
| 2.  | Map of Africa                    | Costello, Harvey               | 2:02  |
| 3.  | Julie's Pregnant Pause           | Costello, Harvey               | 2:36  |
| 4.  | Monica's Fortune Telling         | Costello, Harvey               | 3:28  |
| 5.  | Cisco Kid                        | Costello, Harvey               | 2:48  |
| 6.  | Graveyard Waltz                  | Costello, Harvey               | 1:53  |
| 7.  | Housewarning                     | Costello, Harvey               | 2:16  |
| 8.  | Moving In                        | Costello, Harvey               | 2:25  |
| 9.  | Howling at the Moon              | Costello, Harvey               | 2:21  |
| 10. | Unhappy Home Service             | Costello, Harvey               | 2:22  |
| 11. | Ursine Variations                | Costello, Harvey               | 3:43  |
| 12. | Mrs. Rampton Reminisces          | Costello, Harvey               | 2:07  |
| 13. | Friend in Need                   | Costello, Harvey               | 2:16  |
| 14. | Death of Alex/Closing Titles     | Costello, Harvey               | 3:58  |
| 15. | Remembering Alex                 | Costello, Harvey               | 2:11  |
| 16. | Leaving Home                     | Costello, Harvey               | 2:00  |
| 17. | Eliot's Heartbreak and Flashback | Costello, Harvey               | 2:56  |
| 18. | Kate's Abuse                     | Costello, Harvey               | 2:18  |
| 19. | Grave Dance                      | Costello, Harvey               | 2:35  |
| 20. | Banquo                           | Costello, Harvey               | 4:15  |
| 21. | Fall from Grace                  | Costello, Harvey               | 5:16  |
| 22. | Play With Me, Mummy              | Costello, Harvey               | 4:50  |